# 山﨑千聖
山﨑 千聖（やまざき ちさと、2012年10月23日 - ）は、日本の子役。ジョビィキッズ所属。

## 出演作品

### テレビドラマ
- プレミアムドラマ / 全力失踪（2017年、NHK BSプレミアム）
- 水曜ドラマ / anone 第6話（2018年、日本テレビ）
- 木曜劇場 / アライブ がん専門医のカルテ（2020年、フジテレビ）
- 太陽の子（2020年、NHK） - 朝倉世津（5歳時）
- 特捜9 Season4 第3話（2021年、テレビ朝日） - 村瀬めぐみ
- 大河ドラマ / 青天を衝け（2021年、NHK） - 渋沢うた
- TOKYO VICE（WOWOW） - 片桐奈津美
  - シーズン1（2022年）
  - シーズン2（2024年）
- 相棒 SEASON22 第11話（2024年、テレビ朝日） - ほっぺ丸を拾う女の子

### テレビ番組
- おんがくのおもちゃばこ 「がっきの おとあつめ」（NHK Eテレ）
- 所さんの学校では教えてくれないそこんトコロ!（テレビ東京） - 娘
- 痛快TV スカッとジャパン 「気づかなかった娘の本心」（フジテレビ） - 鈴木結菜

### 映画
- 太陽の子（2021年、イオンエンターテイメント） - 朝倉世津（5歳時）

### CM
- ベネッセコーポレーション こどもちゃれんじbaby
- 富士通エフサス
- ユニバーサルホーム